# 高雄展覽館站
高雄展覽館站位於臺灣高雄市苓雅區，為高雄捷運環狀輕軌的捷運車站，位於新光碼頭公園內。車站編號為C8。

## 歷史
環狀輕軌第一階段興建時，高雄市政府捷運工程局舉行徵名活動，於2015年3月29日公告名為「高雄展覽館站」。
2016年6月26日，隨著環狀輕軌第一階段「C5夢時代–C8高雄展覽館」站完工試營運啟用。
因應高雄輕軌成圓，於2024年1月1日至2月25日前進行全線通車試營運，以作為後續正式營運後參考。

## 車站概要
站區位於成功二路與新光路路口。車站構造為側式月台兩座。

### 月台配置
| 地面               |                                  |
| 側式月台，右側開門 |                                  |
|                    | ← 環狀輕軌順行方向（旅運中心站） |
|                    | 環狀輕軌逆行方向（軟體園區站）→  |
| 側式月台，右側開門 |                                  |
| 出入口             | 連通道                           |

## 利用狀況
| 年   | 全年   | 全年   | 全年     | 1日平均 | 1日平均 | 1日平均 | 1日平均 |
| 年   | 上車   | 下車   | 上下車計 | 來源    | 上車    | 上下車  | 排名    |
| ---- | ------ | ------ | -------- | ------- | ------- | ------- | ------- |
| 2019 | 無資料 | 無資料 | 無資料   | [ 5 ]   | -       | 176     | 6/14    |

## 外部連結
- 高雄展覽館站（高雄捷運公司） （页面存档备份，存于）